# Anilingus
Anilingus (også kendt som  rimming, rim job eller 87) er en seksuel aktivitet som involverer kontakt mellem en persons anus og en andens mund/læber.
Aktiviteten kaldes også anal-oral sex, eller anal-oral kontakt samt ukliniske slangord som rim-job, butt- og ass-licking, salad-tossing og eating ass.
Det kan udføres af både heteroseksuelle og homoseksuelle personer. Afhængig af konteksten, det er udøvet i, kan denne form for sex enten blive udøvet som en personlig nydelse eller som en form for erotisk ydmygelse.

## Sundhedsrisici
Der er flere sundhedsfarer forbundet med anilingus på grund af bakterier, vira og parasitter i anus eller endetarm. Disse farer hepatitis A, hepatitis B, hepatitis C, klamydia, polio, humant papilloma (HPV), gonoré, herpes, conjunctivitis og andre seksuelt overførte sygdomme.
Berøring af kønsorganerne med den samme mund, som har rørt ved anus, kan overføre bakterien E.coli, som kan føre til en urinvejsinfektion. HIV er ikke kendt for at blive overført gennem anilingus, men nogle eksperter siger, at der er en risiko for en sådan infektion.